# Richard Scheller
Richard H. Scheller (né le 30 octobre 1953) est l'ancien directeur scientifique et responsable de la thérapeutique chez 23andMe et l'ancien vice-président exécutif de la recherche et du développement précoce chez Genentech. Il est professeur à l'Université Stanford de 1982 à 2001 avant de rejoindre Genentech. Il reçoit le prix Alan T. Waterman en 1989, le prix W. Alden Spencer en 1993 et le prix NAS en biologie moléculaire en 1997, remporte le prix Kavli 2010 en neurosciences avec Thomas Südhof et James Rothman, et le prix Prix Albert-Lasker pour la recherche médicale fondamentale avec Thomas Südhof en 2013. Il reçoit également le Life Sciences Distinguished Alumni Award de l'Université du Wisconsin à Madison. Il est membre de l'Académie américaine des arts et des sciences et membre de l'Académie nationale des sciences.

## Biographie
Il obtient son BS en biochimie de l'Université du Wisconsin-Madison et son doctorat en chimie du California Institute of Technology sous la direction d'Eric H. Davidson (en). Alors qu'il est étudiant diplômé, il travaille avec Keiichi Itakura et Arthur Riggs pour aider à synthétiser la somatostatine pour Herbert Boyer à Genentech. Après avoir terminé ses études supérieures, il fait un bref postdoc avec Davidson et plus tard avec Eric Kandel et Richard Axel à l'Université Columbia. Pendant son séjour à Columbia, il étend ses travaux antérieurs avec l'ADN recombinant pour identifier la famille de gènes de l'hormone de ponte (ELH) des neuropeptides.
Scheller rejoint la faculté de l'Université Stanford au Département des sciences biologiques en 1982 et plus tard au Département de physiologie moléculaire et cellulaire. Il est chercheur au Howard Hughes Medical Institute de 1990 à 2001. Pendant son séjour à Stanford, il clone et identifie les protéines qui contrôlent la libération des neurotransmetteurs, notamment celles de la famille des protéines de transport Syntaxin, Rab GTPases et SNAREs.
En 2001, il est recruté à Stanford pour rejoindre Genentech en tant que vice-président principal et directeur de la recherche en remplacement de Dennis Henner. En 2008, il est nommé directeur scientifique et vice-président exécutif de la recherche. Après l'acquisition de Genentech par Hoffmann-Roche, il est nommé responsable de la recherche et du développement précoce de Genentech et membre du comité exécutif élargi de Roche. Il est simultanément professeur auxiliaire au Département de biochimie et de biophysique de l'Université de Californie à San Francisco.
En mars 2015, Scheller rejoint 23andMe en tant que directeur scientifique et responsable de la thérapeutique, créant et dirigeant leur équipe thérapeutique, qui traduit les données génétiques en découverte et développement de nouvelles thérapies médicamenteuses.
Scheller est également connu comme un collectionneur expert et passionné d'art africain traditionnel et historique, depuis les années 1980. Un article sur sa passion pour l'art africain est paru dans Tribal Arts Magazine  et une partie de sa vaste collection est exposée et publiée avec l'exposition 2015 intitulée "Embodiments" au De Young Museum de San Francisco.

## Prix
- 1989 - Prix Alan T.Waterman
- 1993 - Prix W.Alden Spencer
- 1997 - Prix NAS en biologie moléculaire
- Prix des anciens élèves distingués en sciences de la vie de l' Université du Wisconsin-Madison
- 2010 – Prix Kavli en neurosciences
- 2013 - Prix Albert Lasker pour la recherche médicale fondamentale
- 2014 - Distinguished Alumni Award [10] du California Institute of Technology
- 2015 - Académies nationales des sciences [11]
- Membre de l' Académie norvégienne des sciences et des lettres [12]

## Vie privée
Il est marié à Susan McConnell (en), professeure au Département de biologie de l'Université de Stanford et vit sur le campus de Stanford.